# 윤차랑
윤차랑(尹次郎, 1941년 4월 5일~1979년 7월 5일)은 조선민주주의인민공화국의 야구 선수이다.
1941년에 일본 제국 미야기현 센다이에서 태어난 그는 센다이는 도호쿠 고등학교에 입학해 야구부에 입부한 뒤 2학년 때는 핵심 선수로 활동하며 모교의 2년 연속 전국고교야구선수권대회 본선에 진출에 기여했다. 졸업 이후에는 700만엔의 계약금으로 다이요 훼일스에 입단했다.
1965년 5월 23일, 그는 재일 조선인 북송사업을 통해서 가족과 함께 일본 니가타항에서 조선민주주의인민공화국 청진으로 떠나는 북송선을 탔다.
그는 청진에서 철공소 노동자로 활동하며 실업 야구단에서 활동했다. 평양 철도체육단 야구단에 동생과 함께 소속되기도 했던 그는 조선민주주의인민공화국의 대표팀 투수로 활동하기도 했다.
1979년 7월 5일, 청진에서 사고사했으며, ‘사회주의건설열사’라는 칭호가 붙었다.